# Páli nyelv
A páli nyelv (IAST: Pāḷi) ókori középind (prákrit) nyelv az indoárja nyelvek közül. Leginkább arról ismert, hogy ezen a nyelven íródtak a legkorábbi fennmaradt buddhista szövegek, melyeket a páli kánon őriz. Ez a théraváda buddhizmus liturgikus nyelve.

## Eredete és kialakulása

### A név eredete
A páli szó önmagában "vonal"-at vagy "(kanonikus) szöveg"-et jelent. Ez az elnevezés a buddhista magyarázószövegek időszakában alakulhatott ki. Ekkor használhatták megkülönböztetésként a páli-t a magyarázó vagy alapnyelvi fordításhoz képest. Emiatt nevének eredetét mindig vita képezte a tudósok között.

### Osztályozása
A páli a prákrit nyelvcsalád irodalmi nyelve volt. A középind nyelvek közül a páli a legarchaikusabb. Amikor az i. e. 1. században Srí Lankán leírták a kanonikus szövegeket, a páli még élő nyelvnek tűnt. Ugyanez a magyarázó szövegekről már nem mondható el. Annak ellenére, hogy kitűnő tanulmányok születtek a probléma megoldására, még mindig nem világos, hogy a páli nyelvnek milyen kapcsolata volt az ókori Magadha királyságban használatos alapnyelvvel (a mai Bihár állam területén).
Mivel a páli nyelv a középind-árja nyelvek közé tartozik, ezért különbözik a szanszkrittól. Számos morfológiai és lexikai jellemző árulkodik arról, hogy a páli nem a védikus szanszkrit közvetlen folytatása, még akkor is, ha a kettő sok dologban hasonlatos. Sokkal inkább eredeztethető egy Rgvedic dialektusból (vagy dialektusokból).
Az indoeurópai népek keleti ágára (balti-szláv, indo-iráni) jellemző palatalizáció, azaz a szájpadláshangok, mint cs, ty, ny, s kiterjedt használata. A páli nyelv hasonlóan gazdag, mint az ógörög, óiráni és óind nyelvtan, különös tekintettel az igeragozásra. Az ind nyelvek jellegzetességéhez hűen a páliban is kialakultak az úgynevezett retroflex (cerebrális, vagy kakuminális) hangok. A t, th, d, dh, n, r, l és s hangokra kétféle kiejtés létezik: dentális és retroflex.

## Szókészlete
Úgy tűnik, minden páli szónak van rokonszava a többi prákrit középind-árja nyelvekben (pl. dzsaina prákrit). Kevésbé közvetlen a kapcsolata a korábbi szanszkrit nyelvvel. Történelmileg nézve a páli és szanszkrit kölcsönösen hatott egymásra. Gyakran eltúlozzák a páli nyelv hasonlóságát a szanszkrithoz. A páli sok szót kölcsönzött a középindből, majd később a szanszkritból is.

## Páli írás
Asóka király oszlopokat emelt a rendeletei számára legalább három regionális prakrit nyelven, bráhmi írással. Ezek mind nagyon hasonlatosak a pálihoz. A páli kánon első írott, történelmi szövegét Srí Lankán írták. A szigetország történetét elmesélő Mahávamsza állítása szerint egy nagy éhínség során buddhista szerzetesek írták le a páli kánont Vattagamini király idején, i. e. 100-ban. Az írott páli nyelv továbbadásával kialakulhatott egy egyetemes ábécé rendszer, amelyek azonban meglepően széles skálán mozognak. Srí Lankán például a páli szövegeket szinhala írással jegyezték le. Máshol a khmer, a burmai, a modern Thai (1893 óta) vagy a dévanágari és a mongol ábécét használták a páli írásához.
A 19. század óta a pálit latin betűkkel is írják. Frans Velthuis ajánlott egy új rendszert, amelynél diakritikus jel nélkül, egyszerűen ASCII kódolást használunk, viszont ez nehezebben olvasható.
A páli nyelv ábécéje betűrendben:
- a ā i ī u ū e o ṁ k kh g gh ṅ c ch j jh ñ ṭ ṭh ḍ ḍh ṇ t th d dh n p ph b bh m y r l ḷ v s h

Az ḷh-t, annak ellenére, hogy egyetlen hangot jelöl, ligatúrával írják (ḷ és h).

## További infirmációk
- Ruzsa Ferenc: A páli nyelv
- Pali at Ethnologue
- Pali Text Society
- Free searchable online database of Pali literature, including the whole Canon
- Eisel Mazard's excellent website on Pali resources, including Archiválva 2021. január 17-i dátummal a Wayback Machine-ben
- Complete Pāli Canon in romanized Pali and Sinhala, mostly also in English translation (metta.lk)
- Pāli Canon selection
- A guide to learning the Pāli language Archiválva 2007. szeptember 29-i dátummal a Wayback Machine-ben
- "Pali Primer" by Lily De Silva Archiválva 2004. október 20-i dátummal a Wayback Machine-ben
- Free/Public-Domain Elementary Pāli Course